# Том Де Суттер
Том Де Суттер (нід. Tom De Sutter, нар. 3 липня 1985, Гент) — бельгійський футболіст, нападник клубу «Локерен».
Виступав, зокрема, за клуби «Серкль» та «Андерлехт», у складі якого ставав чемпіоном Бельгії, а також національну збірну Бельгії.

## Клубна кар'єра
Народився 3 липня 1985 року в місті Гент. Вихованець футбольної школи клубу «Брюгге».
У дорослому футболі дебютував 2005 року виступами за команду нижчолігового клубу «Торгаут», в якій провів один сезон, взявши участь у 26 матчах чемпіонату. 
Своєю грою за цю команду привернув увагу представників тренерського штабу клубу «Серкль», до складу якого приєднався 2006 року. Відіграв за команду з Брюгге наступні три сезони своєї ігрової кар'єри. У складі «Серкля» був одним з головних бомбардирів команди, маючи середню результативність на рівні 0,33 голу за гру першості.
2009 року уклав контракт з «Андерлехтом», у складі якого провів наступні чотири роки своєї кар'єри гравця. Більшість часу, проведеного у складі «Андерлехта», був основним гравцем атакувальної ланки команди. За цей час виборов титул чемпіона Бельгії.
До складу клубу «Брюгге» приєднався 2013 року. Відтоді встиг відіграти за команду з Брюгге 52 матчі в національному чемпіонаті.

## Виступи за збірні
Протягом 2006–2008 років залучався до складу молодіжної збірної Бельгії. На молодіжному рівні зіграв у 4 офіційних матчах, забив 3 голи.
2008 року дебютував в офіційних матчах у складі національної збірної Бельгії. Наразі провів у формі головної команди країни 14 матчів.

## Титули і досягнення
- Чемпіон Бельгії (3):

«Андерлехт»:  2009–10, 2011–12, 2012–13
- Володар Кубка Бельгії (1):

«Брюгге»:  2014–15
- Володар Суперкубка Бельгії (2):

«Андерлехт»:  2010, 2012